# Speocropia placida
Speocropia placida är en fjärilsart som beskrevs av Stoll. Speocropia placida ingår i släktet Speocropia och familjen nattflyn. Inga underarter finns listade i Catalogue of Life.

## Bildgalleri

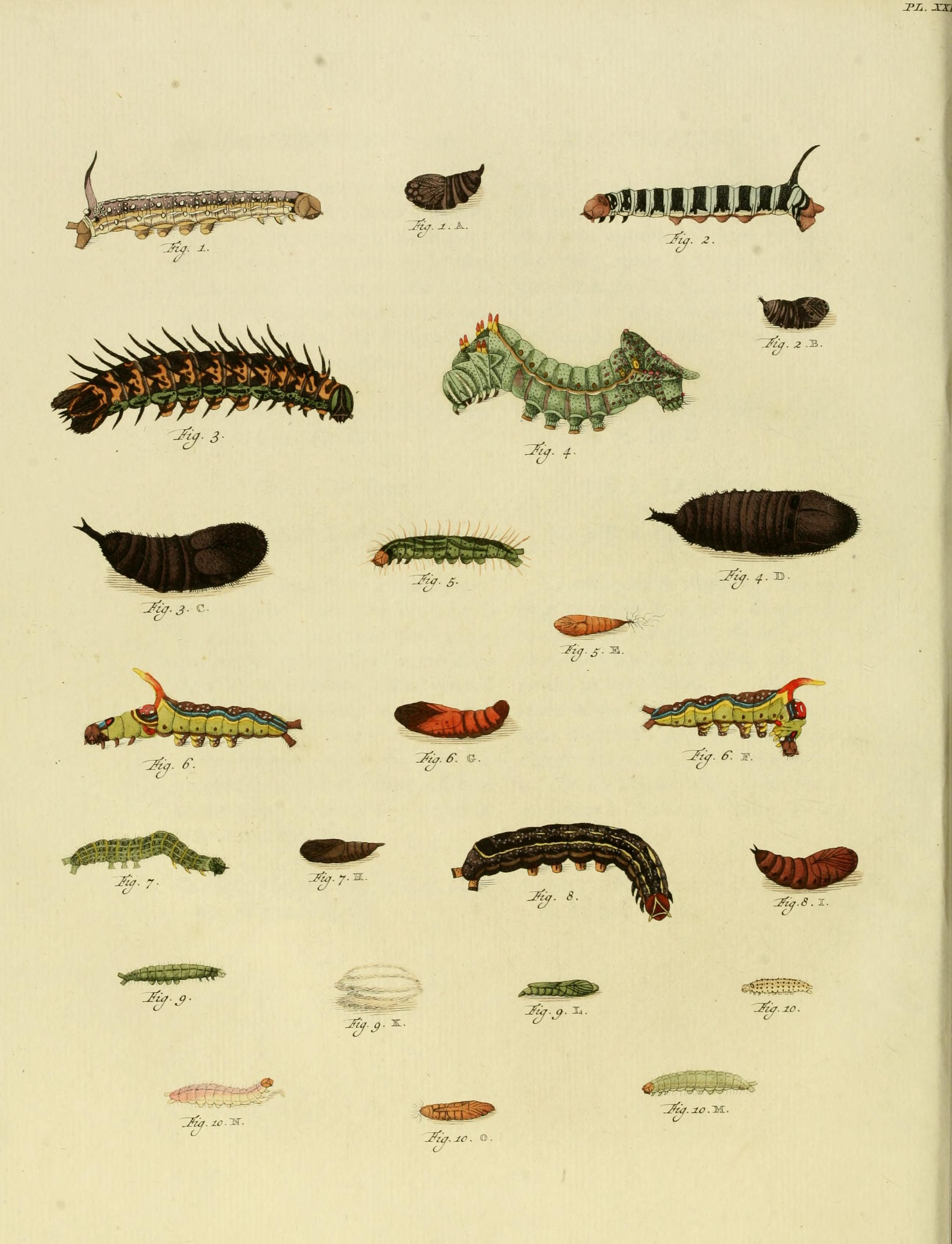